# Wilhelm Lipka
Wilhelm Lipka (* 10. Februar 1950) ist ein ehemaliger deutscher Fußballspieler.

## Werdegang
Der Mittelfeldspieler Wilhelm Lipka begann seine Karriere beim BV Herne-Süd und wechselte im Sommer 1972 zum Regionalligisten Westfalia Herne. Nachdem er in der Saison 1972/73 bei der Westfalia nur einmal zum Einsatz gekommen war, wechselte er ein Jahr später zum Ligarivalen DJK Gütersloh. Dort kam er auf acht Einsätze und schaffte mit seiner Mannschaft die Qualifikation für die neu geschaffene 2. Bundesliga. Lipka wechselte daraufhin zum Ligarivalen Schwarz-Weiß Essen und gab sein Profidebüt am 3. August 1974 beim torlosen Unentschieden der Essener gegen den VfL Wolfsburg. Am Saisonende verließ Lipka Essen mit unbekanntem Ziel. Er absolvierte 27 Zweitligaspiele und erzielte dabei zwei Tore. Dazu kommen neun Regionalligaspiele, in denen er ohne Torerfolg blieb.